# Lameiras (Terrugem)

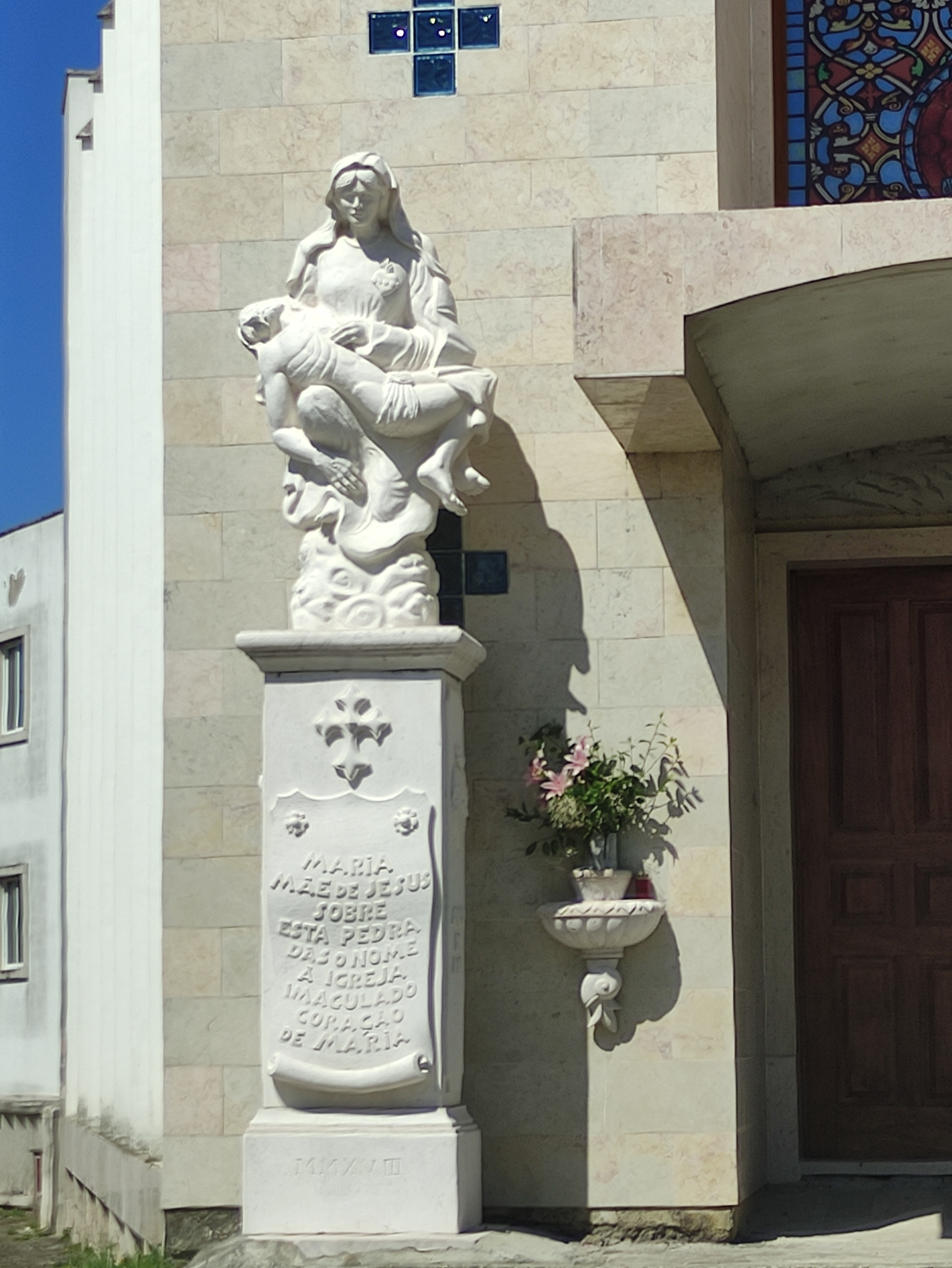
A Arte da Pedra em Lameiras

Lameiras é uma localidade portuguesa pertencente à União de Freguesias de São João das Lampas e Terrugem, Município de Sintra.
O topónimo "Lameiras" advém da palavra "lameiro" que designa uma terra húmida onde cresce muito pasto. Este local terá sido povoado há milhares de anos, como comprova a presença de animais domesticados desde meados do VI milénio antes de Cristo. Nesta região foram encontrados três ossos de Ovis aries, os primeiros ovinos a chegar ao território português, numa fase precoce do neolítico.
Lameiras tem uma tradição do cultivo de cereais corroborada pelas Memórias Paroquiais de 1758, onde o Prior da Terrugem afirma que os frutos da terra que os moradores desta região recolhiam eram, essencialmente, cevada e trigo, em número, contudo, insuficiente para eles e para as suas famílias.
A 1 de Janeiro de 1912 foi fundada a Sociedade Filarmónica de Instrução Recreativa e Familiar de Lameiras, que se reveste de grande importância para esta localidade. Esta sociedade filarmónica possui uma banda e uma escola de música com músicos da povoação, organiza jogos de futebol, possui um grupo de teatro experimental e escola de dança, sendo um claro polo cultural desta povoação.
Durante o século XX, muitos foram os melhoramentos sentidos pela população. Para ser abastecida de água, a 1 de Julho de 1956 foi inaugurado um belo chafariz de 4 bicas, construído pelo povo em mármore da região, conforme está inscrito no monumento.  Note-se que, em 1958, foi inaugurado o lavadouro.
Esta aldeia, que chegou a ser dividida entre duas freguesias - Terrugem e Pero Pinheiro - pelo chafariz da terra, possui como principal atividade económica a recolha e transformação de pedras ornamentais. Já em 1758, o Prior da Terrugem indicava a existência, neste lugar, de uma pedreira "da qual se corta e tira pedra para obras reais e para a Patriarcal".

## Ligações Externas
- Aldeias de Portugal: Lameiras, Sintra. In Caldo Verde, 2022.